# Verwaltungsgemeinschaft Monheim
Die Verwaltungsgemeinschaft Monheim liegt im schwäbischen Landkreis Donau-Ries und wird von folgenden Gemeinden gebildet:
1. Buchdorf, 2037 Einwohner, 16,66 km²
2. Daiting, 807 Einwohner, 25,46 km²
3. Monheim, Stadt, 5437 Einwohner, 69,33 km²
4. Rögling, 617 Einwohner, 10,74 km²
5. Tagmersheim, 1064 Einwohner, 15,94 km²

Sitz der Verwaltungsgemeinschaft ist Monheim.